# Eupithecia craterias
Eupithecia craterias o oruga geometrida hawaiana, es una especie de polilla de la familia Geometridae. La especie fue descrita por primera vez por András Mátyás Vojnits habiendo sido descrita en 1979, con distribución endémica en Hawái. Cuenta con dos subespecies: Eupithecia craterias craterias de Oahu, Molokai y Maui y Eupithecia craterias ditrecta de Hawái. El sintipo de la especie fue descrita en Haleakala, a 5000 pies (1524,0 m) de altitud. Es una polilla pequeña con una envergadura de 20 milímetros (0,8 plg).

## Descripción
La oruga es de color verde claro o pardusco y con mayor frecuencia se posa sobre los pecíolos de las hojas. Se ha recolectado en tres islas y se distingue por setas alargadas en su dorso posterior.

## Comportamiento
Las larvas u orugas de esta especie y de unas pocas especies relacionadas son depredadores que se alimentan de otros insectos. Tienen dos apéndices abdominales que actúan como resortes, dándoles un movimiento rápido, con el cual pueden atrapar una presa cuando está en contacto o casi en contacto en forma de emboscada. Son posiblemente una de las pocas especies de Lepidoptera que poseen este comportamiento depredador. Se alimenta de pequeñas arañas y otros insectos, como las moscas Drosophila, utilizando patas alargadas y especializadas y garras tarsales con espinas pesadas. Algunas plantas que usan como perchas en espera de su presa incluyen Diplazium sandwichianum, Coniogramme pilosa, Pteris excelsa y Microlepia strigosa.